# 天の牡牛

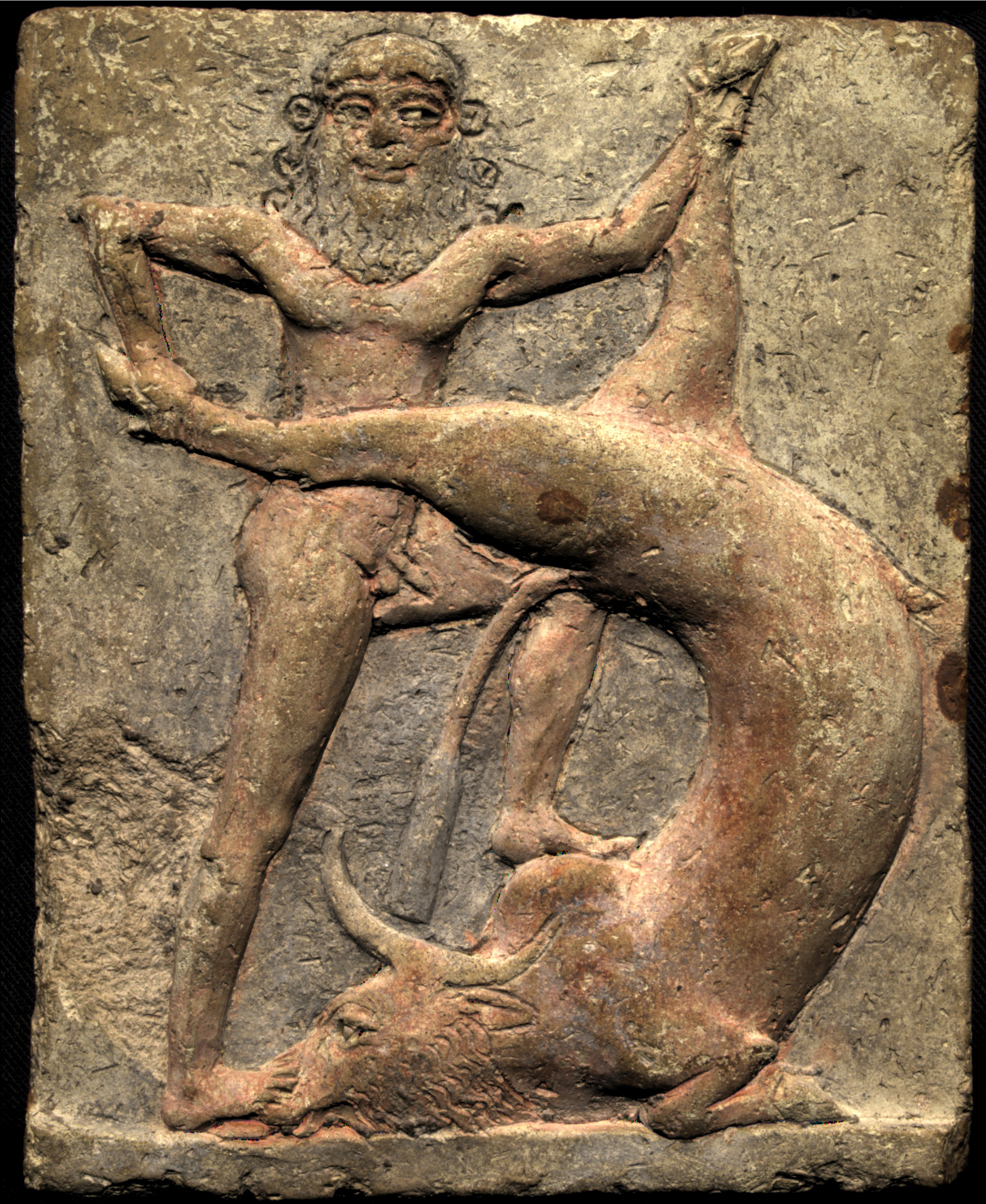
天の牡牛を退治するギルガメシュをモチーフにした、古代メソポタミアのテラコッタの浮き彫り（紀元前2250年〜1900年頃） 。 ギルガメシュ叙事詩の第6の書板に記載されたエピソードである。

天の牡牛（英語: the Bull of Heaven）あるいはグガランナ（英語: Gugalanna）は、古代メソポタミアの神話で英雄ギルガメシュが戦った神話上の獣。天の牡牛の物語は2種類あり、1つはシュメール語の詩に、もう一つは標準版と呼ばれるアッカド語の『ギルガメシュ叙事詩』に記録されている。どちらの物語でも、ギルガメシュに求愛を拒まれ激怒した女神が牡牛を送り込むが、ギルガメシュによって退治される。
『ギルガメシュ叙事詩』においては、牡牛の殺害は物語の大きな転換点である。ギルガメシュの親友エンキドゥに死をもたらし、ギルガメシュも自分の死を恐れるようになり、物語の後半の展開へとつながる。
天の牡牛は星座のおうし座と同一視されており、その牡牛を殺害する神話は古代メソポタミア人にとって、天文学的な重要性を持っていた可能性がある。物語は、ウガリットの伝説、創世記のヨセフの物語、古代ギリシャの叙事詩の一部、イーリアスとオデュッセイアなど、古代オリエントのその後の物語と比較されている。

## 神話

### ギルガメシュと天の牡牛
シュメール語のこの詩の物語は、大まかには後の『ギルガメシュ叙事詩』に継承されている。ギルガメシュがイナンナ（イシュタルに相当）から求愛されたことを、母のニンスンに報告するなど、いくつかのエピソードが叙事詩と異なる。 

### ギルガメシュ叙事詩
アッカド語の標準版『ギルガメシュ叙事詩』の第6の書板では、ギルガメシュに求愛を拒まれた後、イシュタルは天に行き、母親のアントゥと父親のアヌに不満をこぼす。イシュタルはアヌに天の牡牛を求め 、アヌが拒否すれば冥界の死者を蘇らせ生者を食わせると脅した。 アヌは初めイシュタルの要求に反対し、天の牡牛は非常に破壊的であるため、解放すれば7年間の飢饉をもたらすと主張した。対してイシュタルは、今後7年間、すべての人々と動物のために十分な穀物を蓄えたと言い張る。結局、アヌはイシュタルに牡牛を与えることに同意し、その後イシュタルは牡牛を解き放ち、大規模な破壊を引き起こした。
牡牛の鼻息で掘られた穴には100人の男が落ち、二息目でできた穴にはさらに200人が落ちた。三息目の穴にはエンキドゥが落ちたが、ギルガメシュとエンキドゥは協力し、牡牛を退治した。二人は太陽神シャマシュに牡牛の心臓を捧げた。イシュタルがウルクの壁の上でギルガメシュを呪うと、エンキドゥは牡牛の右太腿を引き裂き、イシュタルの顔に投げつけた。イシュタルは髷女、娼婦、聖娼たちを呼び集め、天の牡牛の死を嘆く儀式を行った。一方、ギルガメシュたちは牡牛への勝利を讃えられ、祝宴が開かれた。
第七の書版では、エンキドゥの見た夢が語られる。夢ではメソポタミアの神であるアヌ、エンリル、エアそしてシャマシュが、天の牡牛を殺したことに対する罰として、ギルガメシュかエンキドゥのどちらかが死なねばならないと宣言した。エンキドゥはまもなく病気になり死に至る。第八の書板以降、ギルガメシュは友の死に嘆き、同時にギルガメシュ自身の死を恐れるようになり、牡牛の殺害は叙事詩の展開を大きく変える出来事である。

## 象徴性と表現
天の牡牛の殺害の描写は、アッカド帝国（c.2334年〜2154年頃）の円筒印章など、現存する古代メソポタミアの芸術作品に多く見られる。   これらは、雄牛が巨大かつ凶暴な存在として認識されていたことを示す。 しかし、天の牡牛が何を象徴しているのかは正確には不明である。 マイケル・ライスは、雄牛は一般的に古代の文化で地震と関連して描かれるため、地震の象徴だったと推測している。 ライスはまた、雄牛が夏を象徴している可能性もあると主張している。夏は古代メソポタミアの人々にとって、干ばつと不作の時期である。 アッシリア学者のジェレミー・ブラックとアンソニー・グリーンは、ギルガメシュ叙事詩においてエンキドゥがイシュタルに牡牛の太ももを投げたことと、星座の牡牛に下半身がないことを取り上げ、 天の牡牛が星座のおうし座と同一視されていることを指摘した。
ライスはまた、雄牛の殺害の天文学的な解釈を述べ 、古代エジプトの文書ではおおいぬ座が雄牛の太ももとして象徴的に表現されることがあった一方で、シュメールで同様の表現があった証拠はないと述べている。 彼はまた、古代の近東の文書では太ももが性器に代わる表現としてしばしば用いられたことも述べている。 ゴードンとレンズブルクは、侮辱として誰かに雄牛の足を投げつけるという概念は古代近東の広い地域で証明されており 、古代ギリシャの叙事詩であるオデュッセイアで繰り返し登場すると述べている。 一部の学者は、天の牡牛をイナンナの冥界下りで言及されるエレシュキガルの夫グガランナと同一人物であると考えている。 

## 後の物語への影響

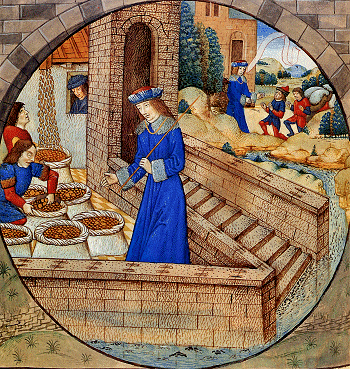
イシュタルの7年分の穀物の貯蔵は、ギルガメシュ叙事詩の後に書かれた聖書の創世記のヨセフと似通っている。

ゴードンとレンズブルクは、近東における英雄の死に続く7年間の飢饉というモチーフは、ウガリット神話のアハトの死の物語にも見られ、創世記のヨセフのヘブライ語の物語にも、何者かが7年間の飢饉を予測し事前に物資を貯蔵させるという内容がある。 ドイツの古典学者ヴァルター・ブルケルトによれば、イシュタルがギルガメシュに拒絶された後、天の牡牛を要求するためにアヌのもとを訪れる場面は、イーリアスの第5巻の場面と似通っている。 ギルガメシュ叙事詩では、イシュタルは母親のアントゥに不満を述べているが、アヌには穏やかに叱責されている。 イーリアスでは、ギリシャでイシュタルに相当するアフロディーテが、息子のアイネイアースを救おうとしている間にギリシャの英雄ディオメーデースによって負傷する。 アフロディーテはオリンポス山に逃げ、そこで母親のディオーネーに泣きつき、妹のアテナに嘲笑され、父親のゼウスには穏やかに叱責される。 物語の類似だけでなく、 アントゥがアヌの女性的であるように、ディオーネーの名前がゼウス自身の女性化であるという事実も重要である。 ディオーネーは、ゼウスの配偶者が女神ヘラになるイーリアスの残りの部分には登場しない。 したがって、ブルケルトはディオーネの場面は明らかにアントゥの借用であると結論付けている。 
英国の古典学者グラハム・アンダーソンは、オデュッセイアでオデュッセウスの部下がヘリオスの牛を殺し、ギルガメシュ叙事詩のエンキドゥのように、これを理由に神々によって死刑を宣告されたと述べている。 言語学者のM. L. ウェストは、どちらも殺された生き物が牛であるという点以外にも、類似点が多いと述べている。 どちらも死んだのは主人公の仲間であり、その死によって主人公は一人で旅を続けることを余儀なくされる。 またどちらの場合も、誰かが罪を被り死ぬことについて神々の議論がおこなわれ 、オデュッセイアで殺された牛の復讐をせよというヘリオスからゼウスへの脅しは、ギルガメシュ叙事詩でのアヌに対するイシュタルの要求と非常によく似ている。 ブルース・ラウデンは、天の牡牛を殺した直後のエンキドゥのイシュタルへの挑発を、オデュッセイアの第9巻にあるオデュッセウスから巨人ポリュペーモスへの挑発と比較している。 どちらも、勝利後の英雄の傲慢さが神の呪いを招いている。 